# Рогман, Рулант
Рулант Рогман (нидерл. Roelant Roghman; 14 марта 1627, Амстердам — 3 января 1692, Амстердам) — голландский рисовальщик, живописец и гравёр Золотого века голландской живописи.

## Биография
Рогман родился в Амстердаме в семье гравёра Хенрика Ламбертса Рогмана и Марии Якобс Саверей. Его мать происходила из известной художественной семьи, и Рогман стал учеником своего тёзки и двоюродного деда Руланта Саверея. По сведениям живописца и историографа Арнольда Хоубракена, у него был только один глаз, поэтому и рисунки его были грубы. Рулант Роган специализировался на пейзажной живописи, а в более позднем возрасте стал увлекаться историческим жанром романтического пейзажа, работая над офортами с видами руин старого замка и разрушенных родовых поместий на основе рисунков, которые он сделал во время путешествий в юности. Он был последователем Рембрандта и Геркулеса Сегерса. Хoубракен утверждал, что в юности он был другом Рембрандта и его лучшего ученика Гербранда ван ден Экхоута.
Рогман вместе со своей сестрой Гертруйдт работал над одной из серий гравюр (ок. 1645—1648) под названием «Приятные пейзажи» (Plaisante Landschappen) с помощью знаменитого гравёра и издателя Класа Янсона Висхера, основателя издательского дома Пискаторов. Другая его сестра, Магдалена, также была гравёром. Их пейзажная серия, состоящая из более чем двухсот гравюр, изображающих в основном замки и поместья в провинциях Северная Голландия и Утрехт, пользовалась большой популярностью. Рулант так и не женился и умер в богадельне для стариков в Амстердаме.
Помимо своих сестёр, он был учителем Яна Гриффье и Питера Вауэрмана.

## Галерея

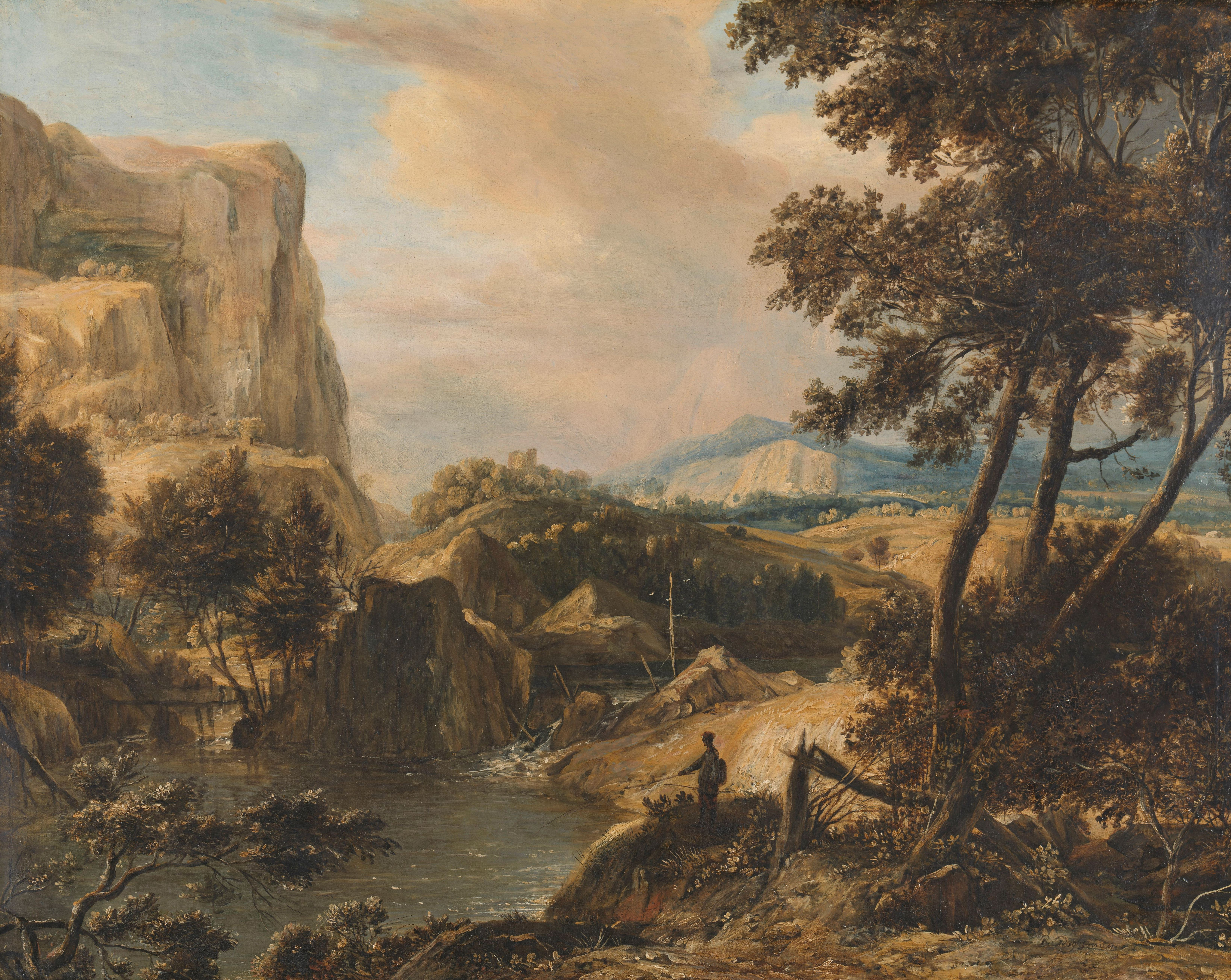
Горный пейзаж с рыбаком. Между 1650 и 1692. Холст, масло. Рейксмюсеум, Амстердам
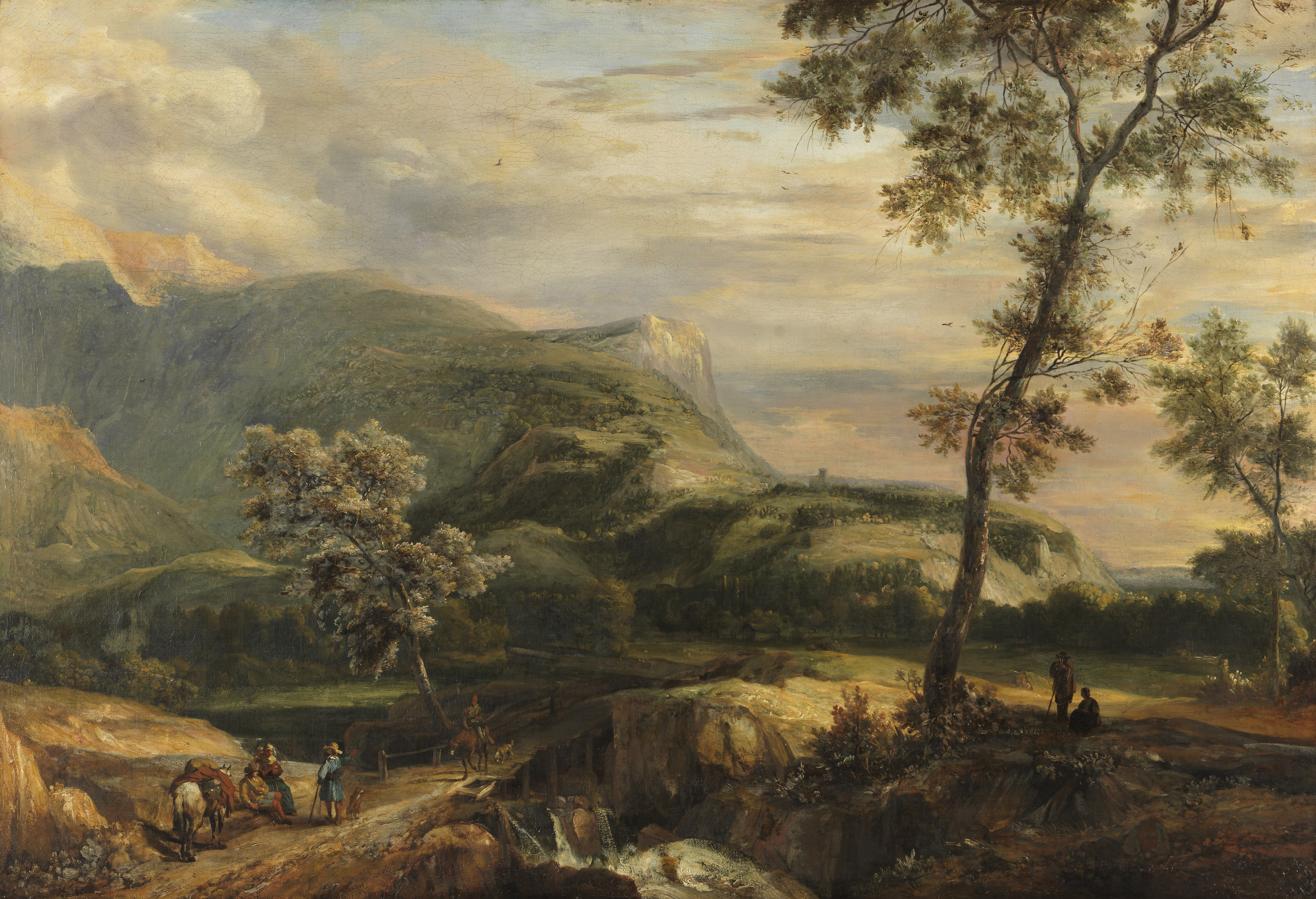
Горный пейзаж. Между 1642 и 1692. Холст, масло. Государственный музей Твенте, Энсхеде
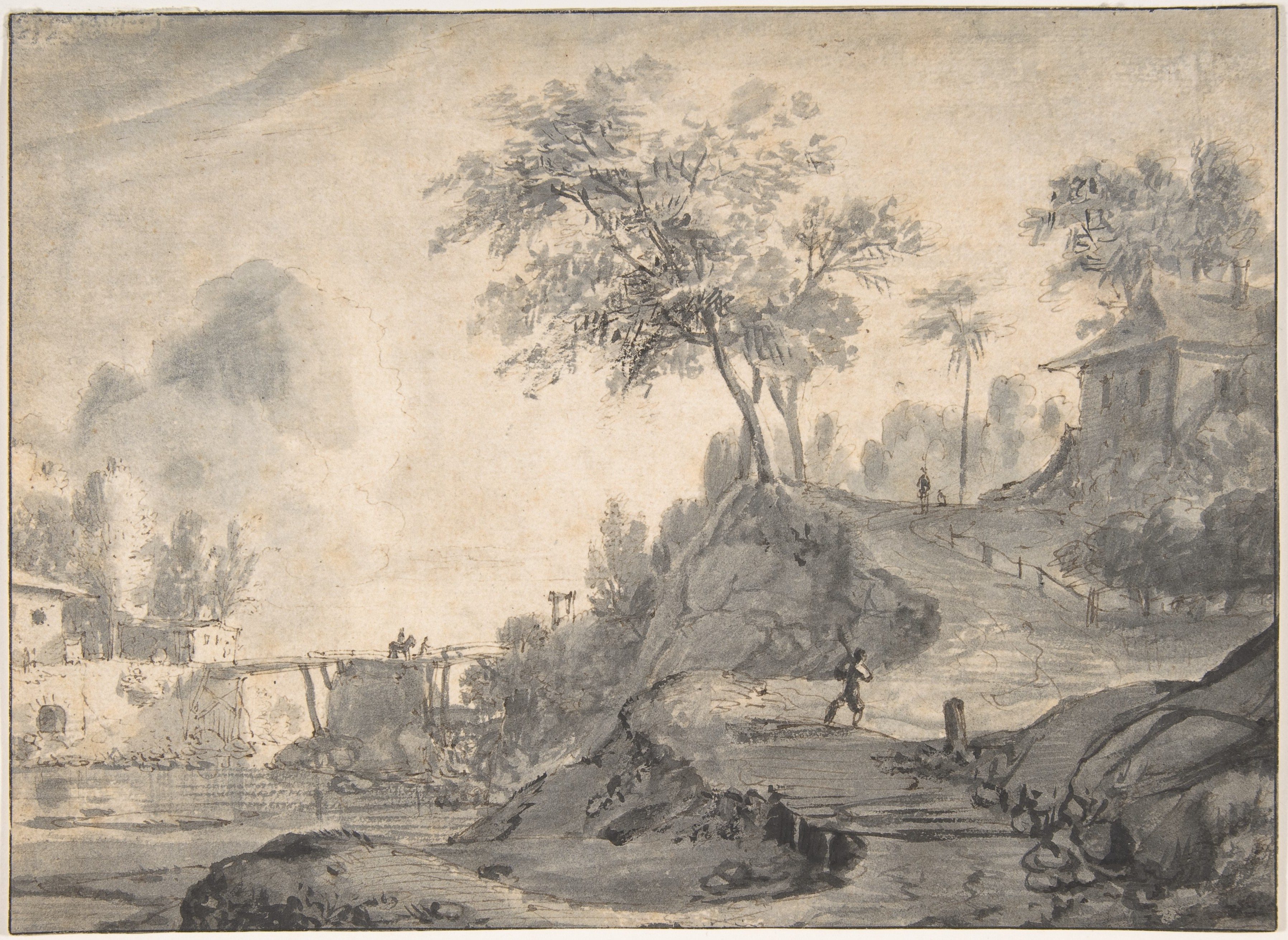
Пейзаж. 1650-е гг. Бумага, кисть, перо, тушь. Метрополитен-музей, Нью-Йорк
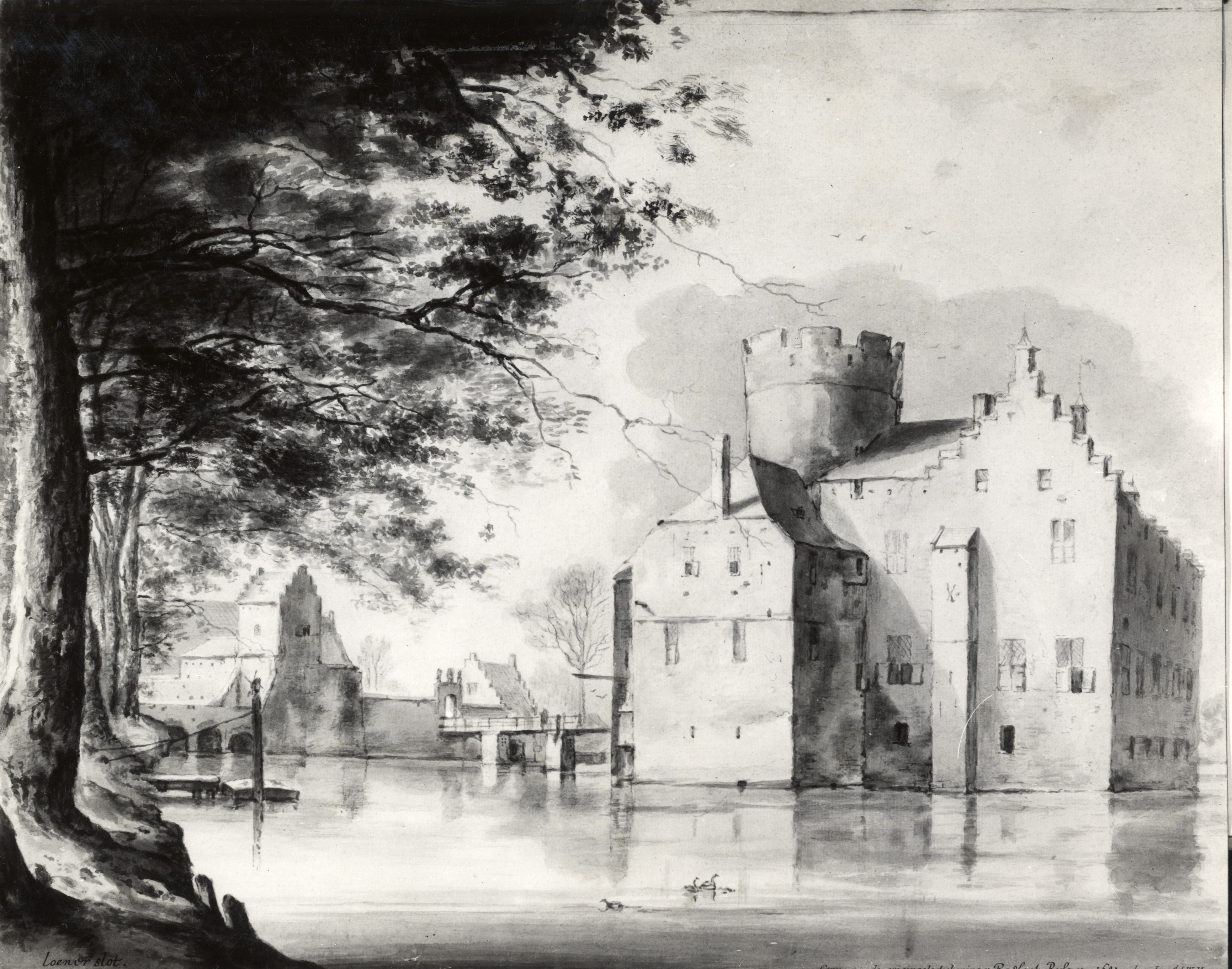
Вид на обнесённый рвом замок Лоэнслут со стороны подъездной дороги к внешнему двору. 1646. Бумага, кисть, перо, тушь. Муниципальный архив, Утрехт
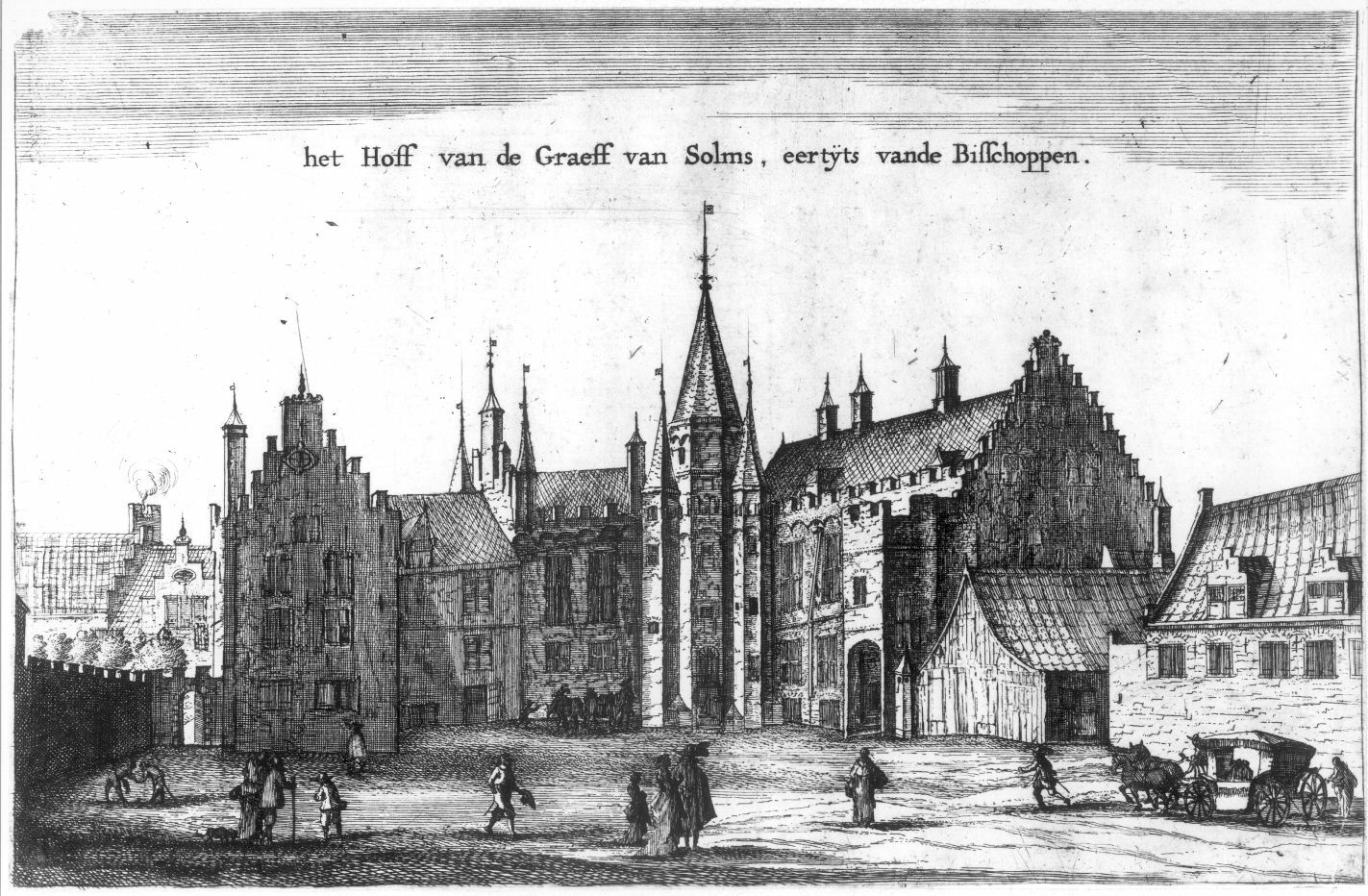
Вид на Бишопсхоф в Утрехте со двора с крышами домов. Между 1640 и 1650. Офорт
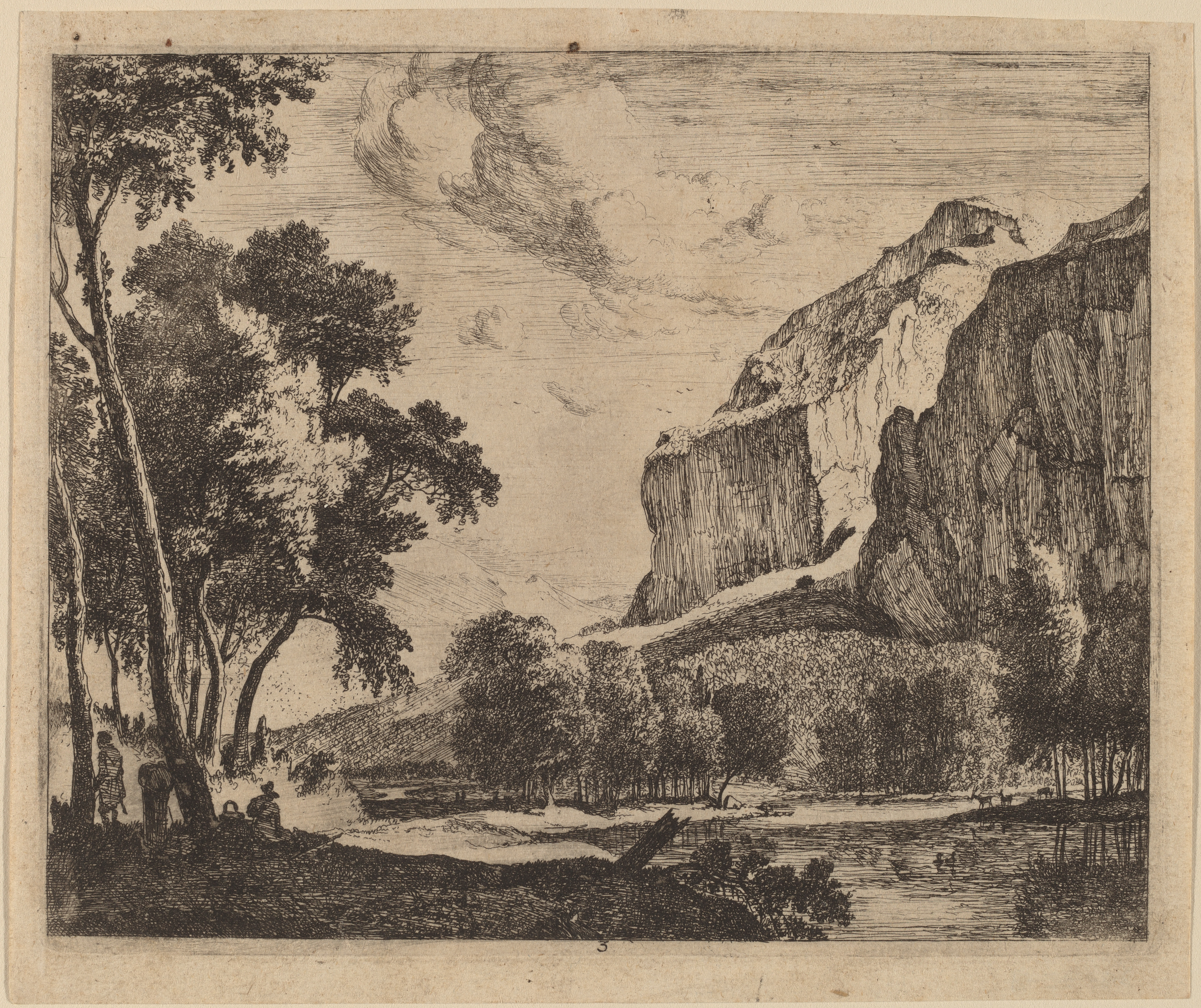
Прибрежные скалы. Офорт
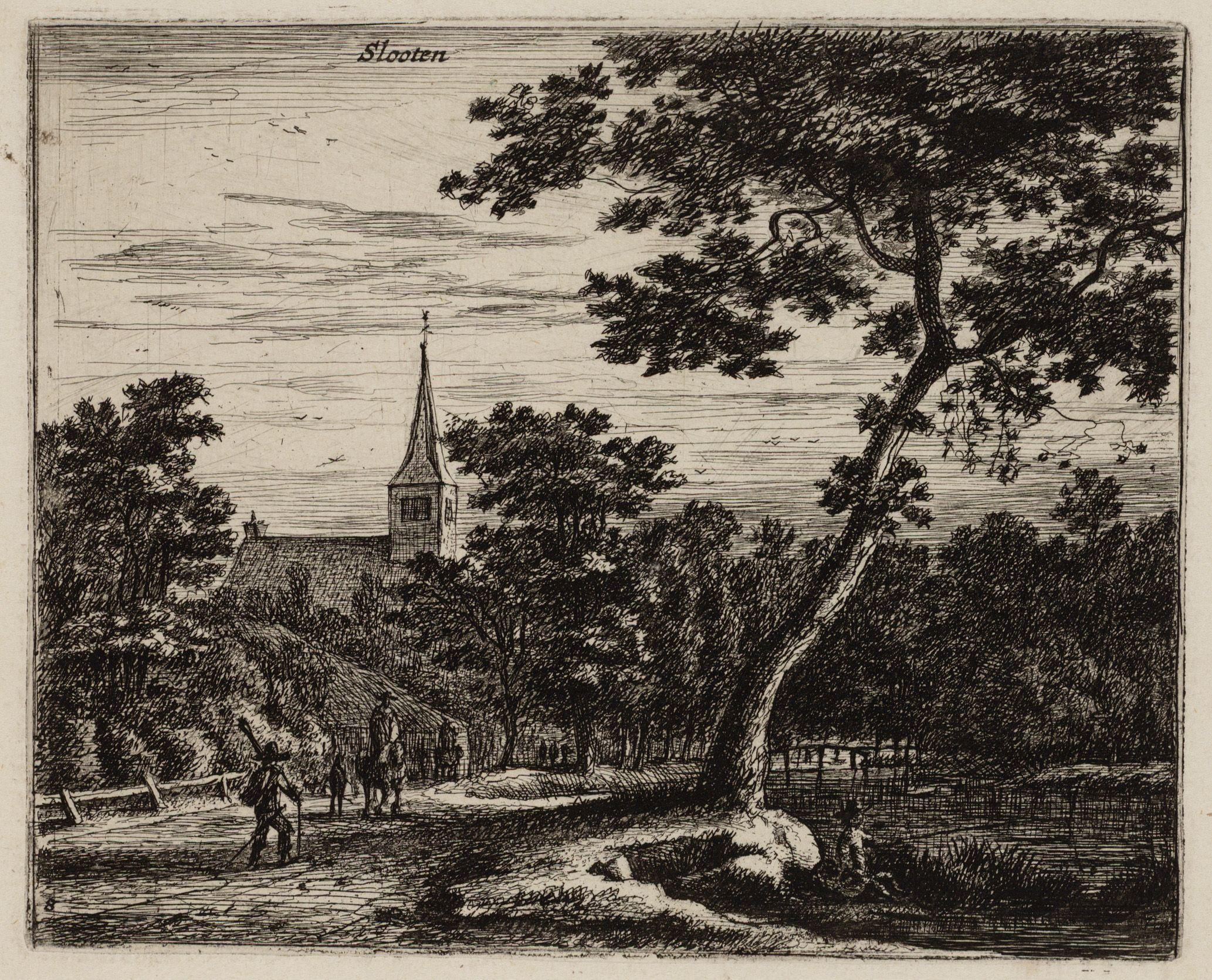
Вид на Осдорпервег в сторону церкви Слотен. Между 1645 и 1650. Офорт